# WestLB
WestLB AG — (от Westdeutsche Landesbank) — крупный европейский коммерческий банк со штаб-квартирой в Дюссельдорфе, Германия.
Банк был зарегистрирован 1 января 1969 года. По состоянию на 31 декабря 2008 совокупные активы группы WestLB составили € 288,1 млрд.
Банк осуществляет операции в одиннадцати странах Европы, шести странах Южной Америки, шести странах Азии, Австралии и Южной Африке, в том числе значительные инвестиционные банковские операции в Нью-Йорке, Лондоне, Люксембурге, Токио и Гонконге.

## История
WestLB являлся центральным учреждением для сберегательных банков в земле Северный Рейн-Вестфалия.
30 августа 2002 года WestLB был преобразован в акционерное общество (AG) и 19 июля 2005 его функции институциональной ответственности и гаранта для сберегательных банков было отменено, что позволило компании сосредоточиться на коммерческих операциях.
В феврале 2008 года в ходе мирового финансового кризиса, WestLB было выделено 5 млрд евро под гарантии Правительства земли Северный Рейн-Вестфалия и группы местных банков. Банк, как сообщается, понёс убытки от инвестиций в структурированные кредиты.
29 июня 2012 года на общем собрании акционеров банка «WestLB AG» принято решение об изменении названия банка на «Portigon AG».